# N. A. Naseer
N. A. Naseer (* 10. června 1962, Ernakulam, Kérala) je indický fotograf divoké zvěře, aktivista ochrany přírody, spisovatel a člen Bombay Natural History Society.
Naseer 40 let cestoval v lesích západní Ghaty v jižní Indii. Kromě předních časopisů Malayalam píše o divoké zvěři s fotografiemi, v časopisech, jako je cestovní magazín Mathrubhumi Yathra, týdeník Mathrubhumi Sanctuary Asia, Hornbill, Frontline, Outlook, Traveler a další. Kromě výuky ochrany přírody a fotografie po celé jižní Indii vyučuje bojová umění.

## Knihy
- Woods and Photographer[4]

## Galerie

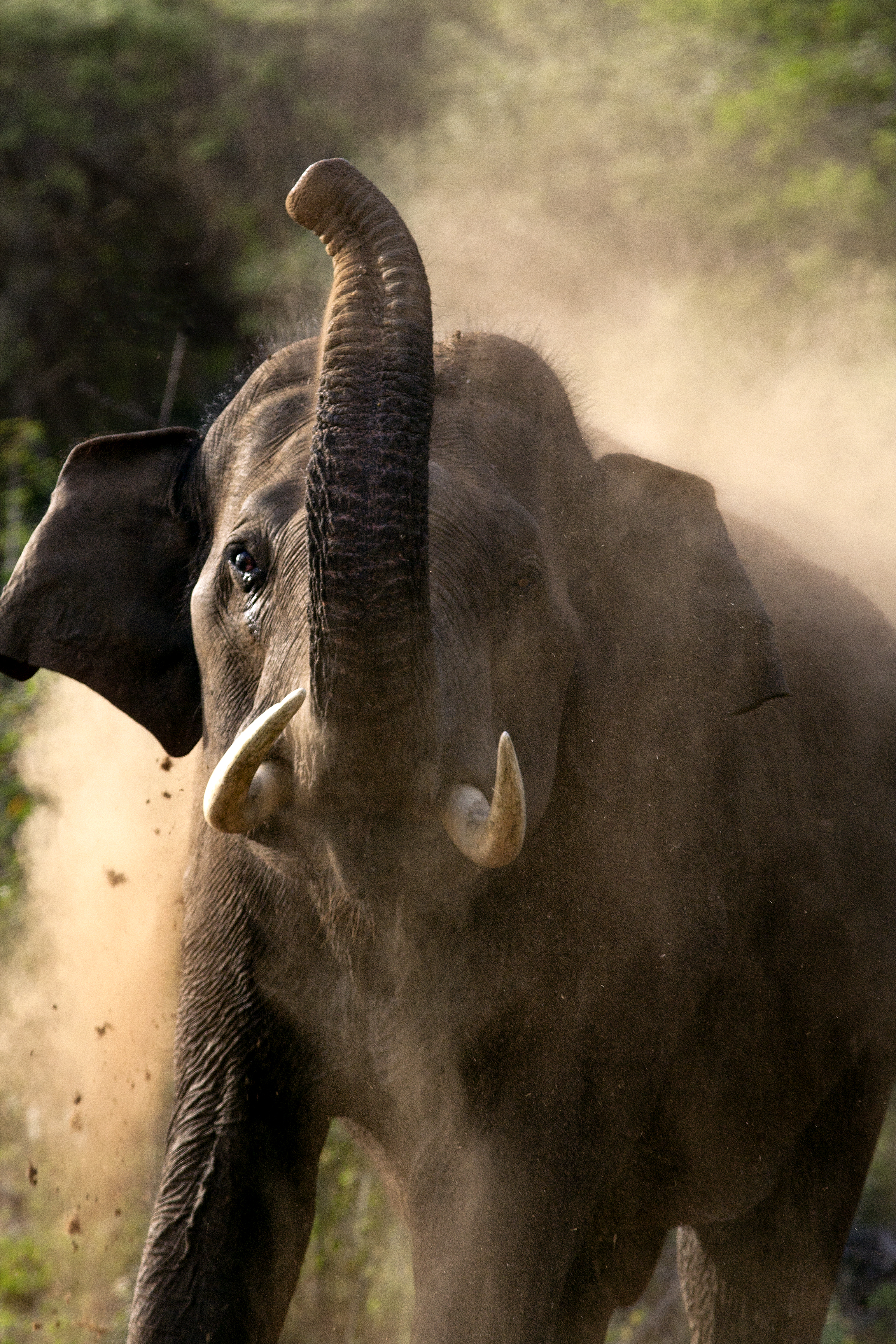
Kerala Elephant
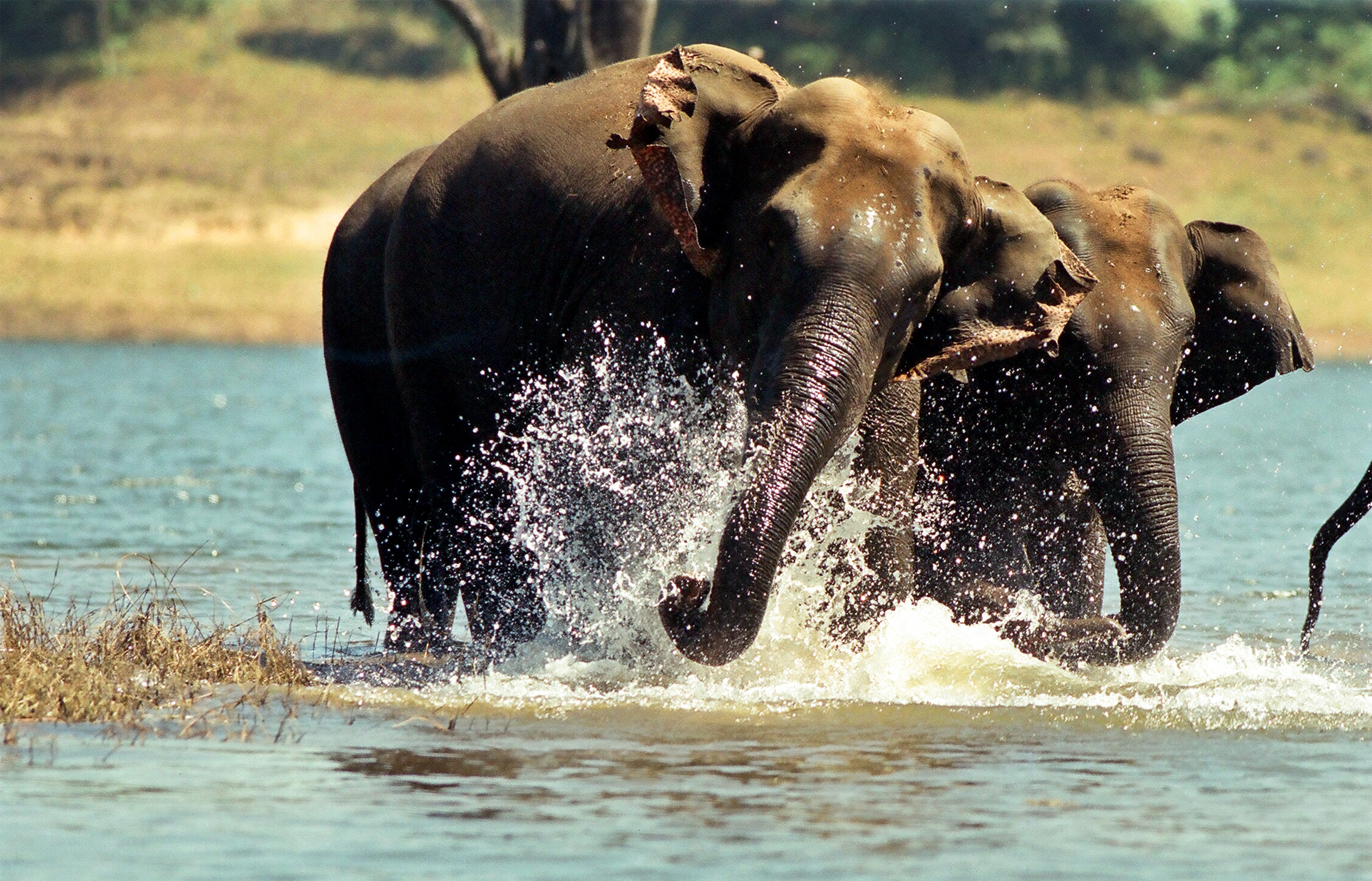
Divocí sloni při koupeli
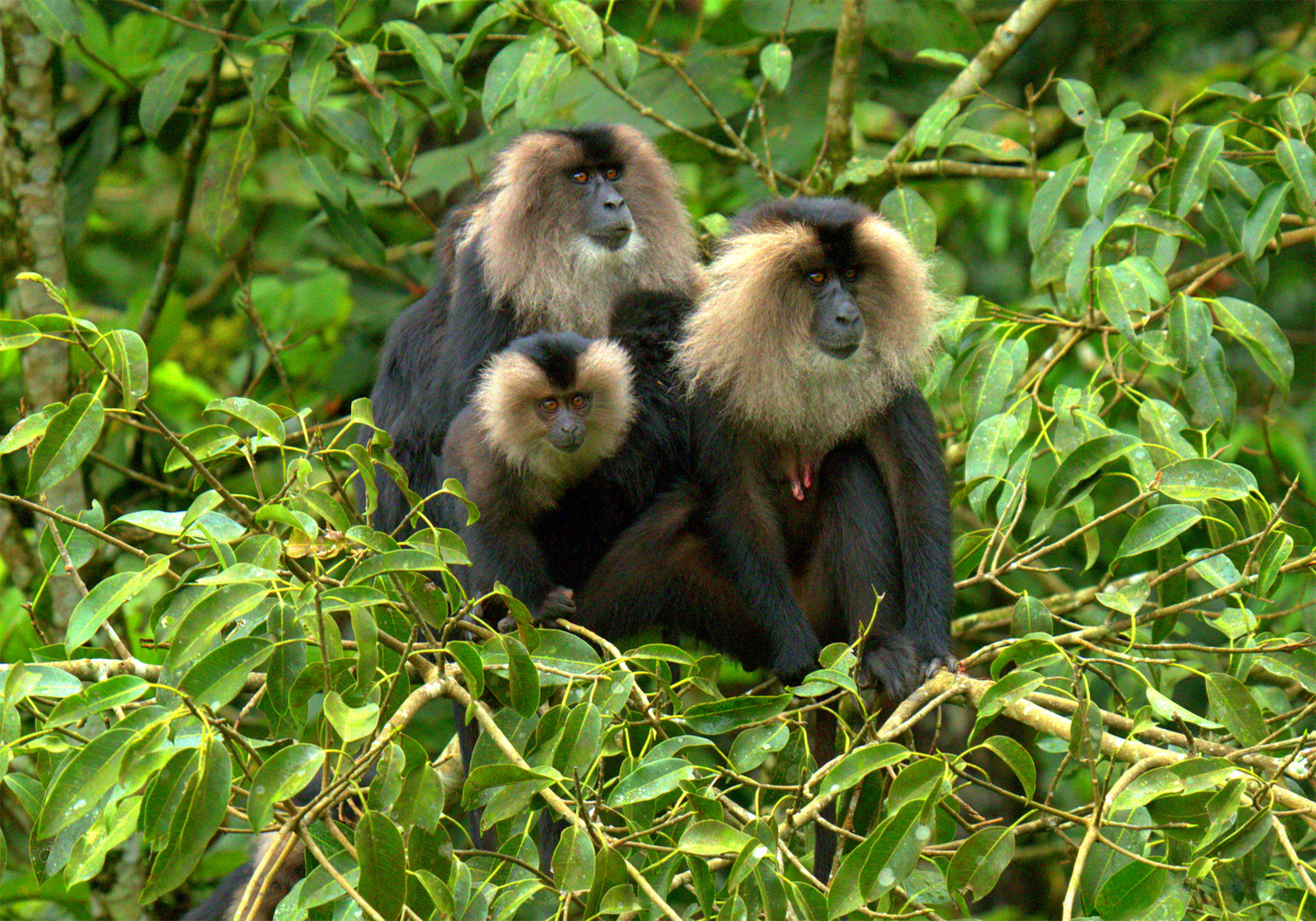
Lion-tailed macaque
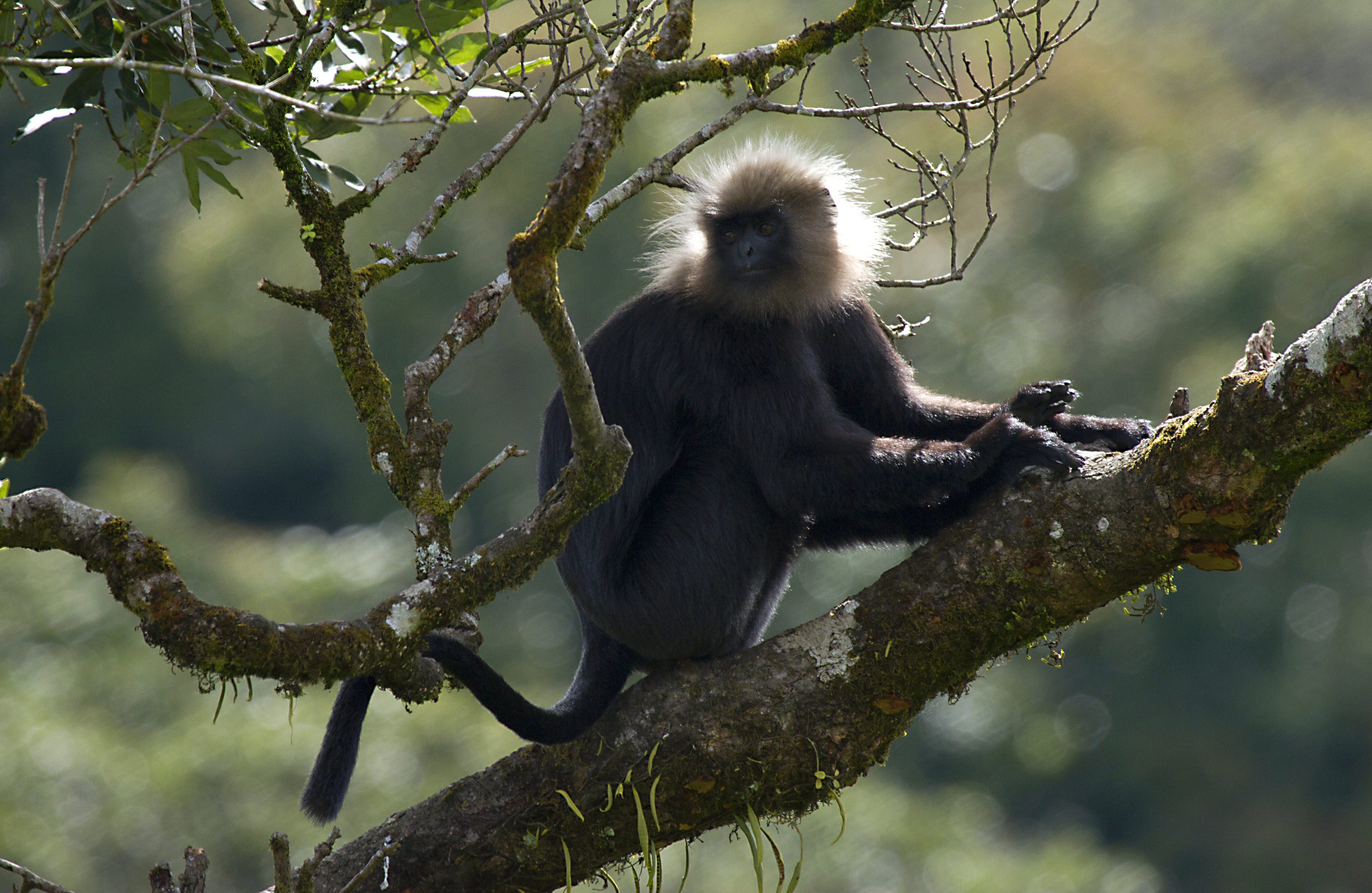
Nilgirilangoor
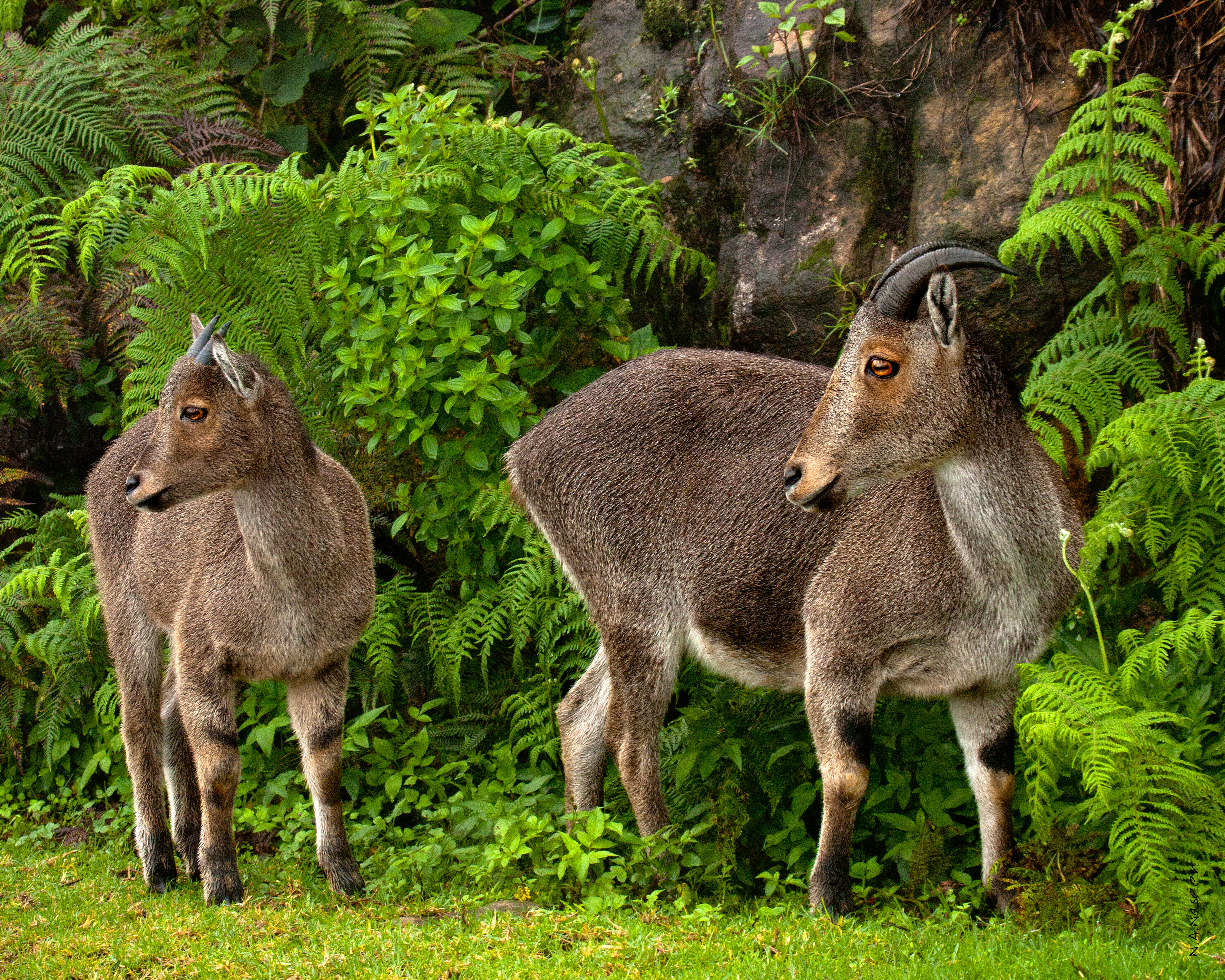
Nilgiri tahr
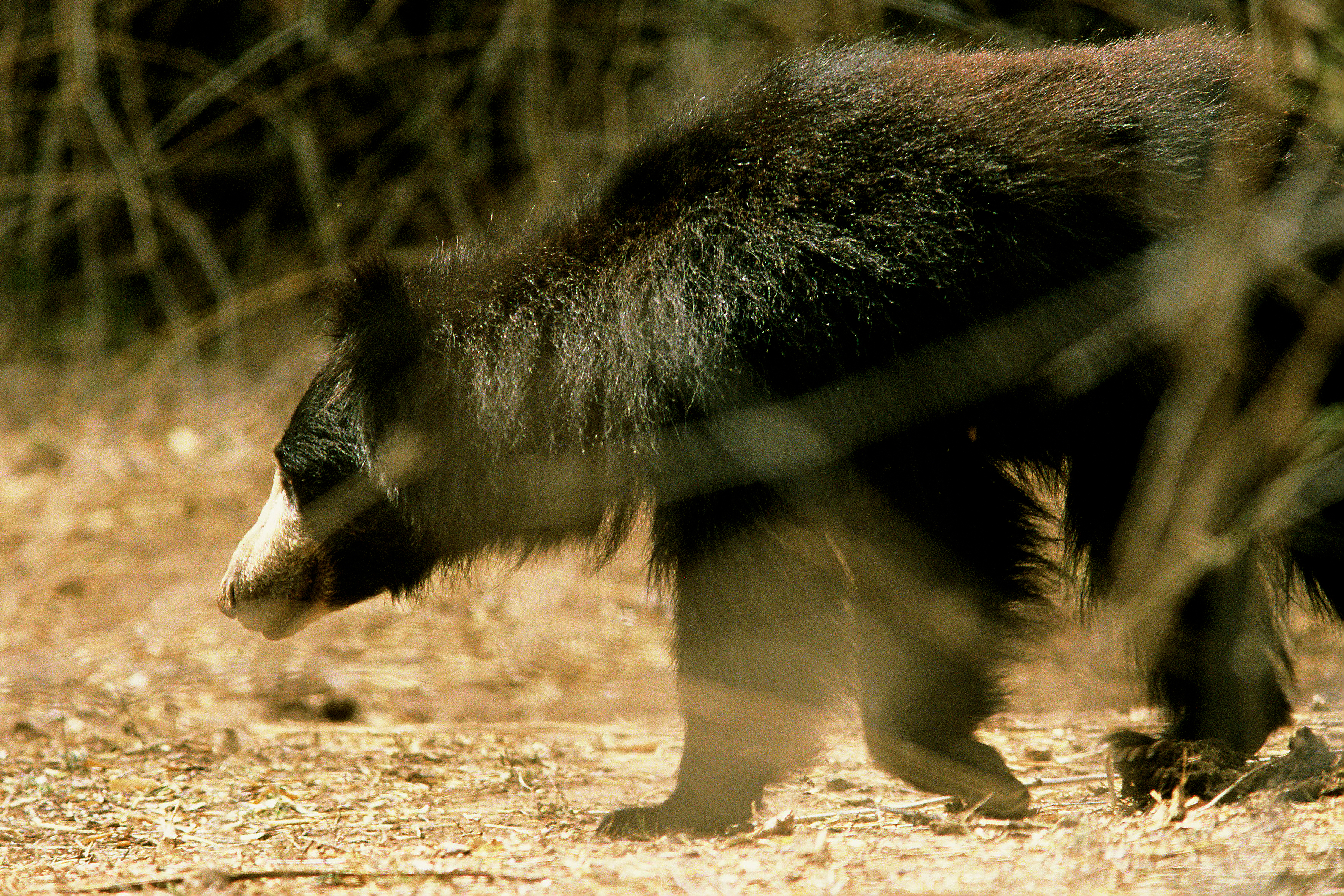
Medvěd pyskatý
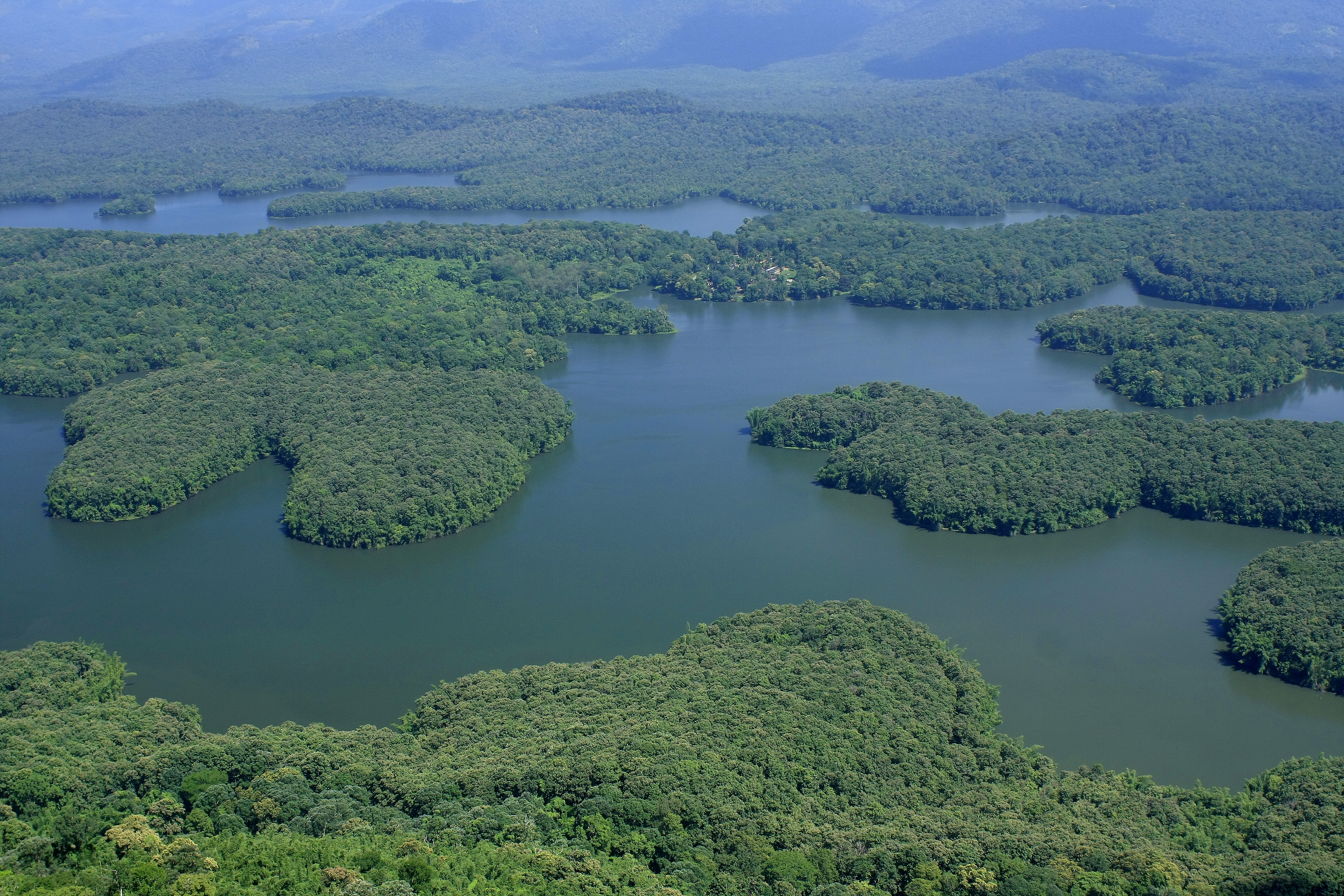
Parambhikulam
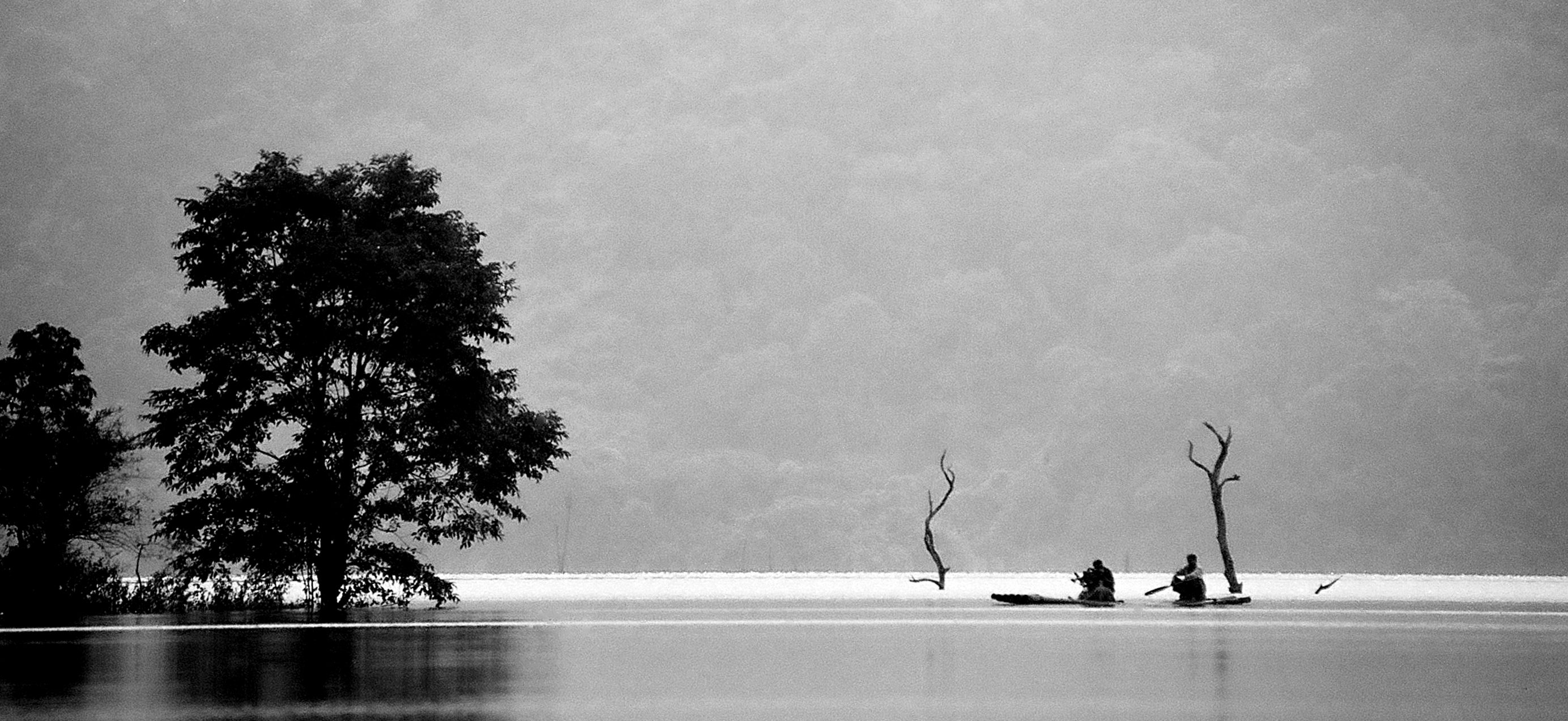
Periyar
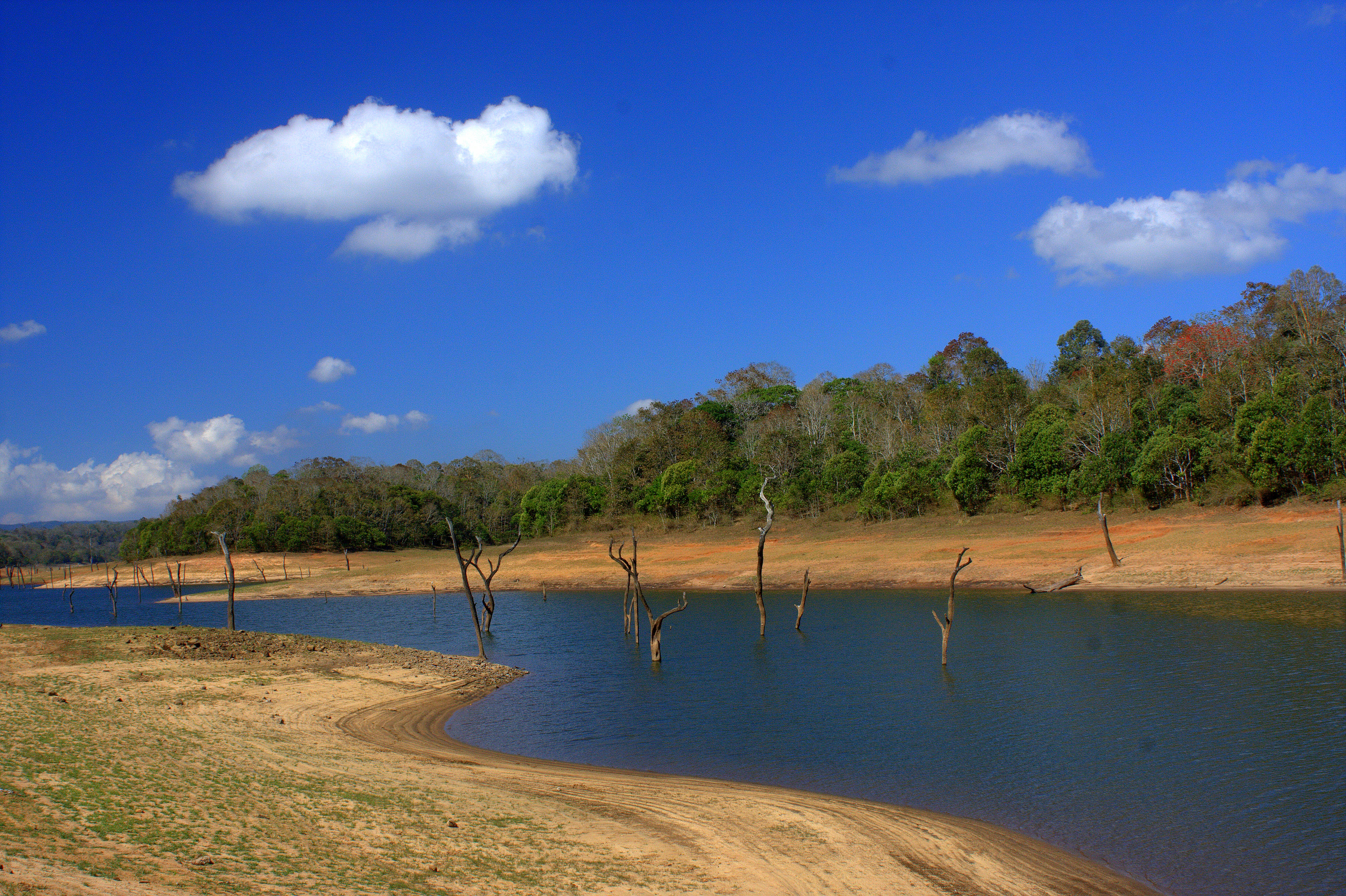
Periyar
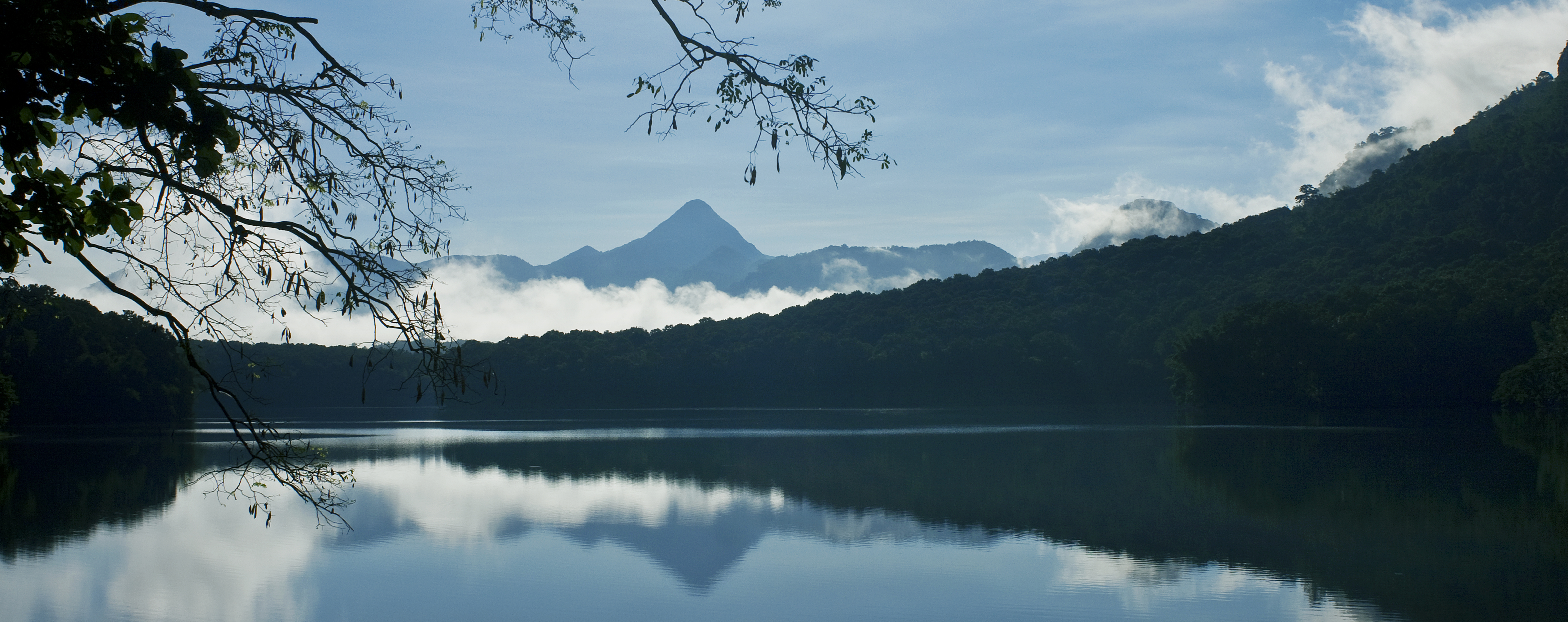